# 近畿圏整備法
近畿圏整備法（きんきけんせいびほう、昭和38年7月10日法律第129号）は、近畿圏の整備に関する総合的な計画を策定し、首都圏と並ぶ日本の経済、文化等の中心としてふさわしい近畿圏の建設とその秩序ある発展を図ることに関する法律である。
1963年（昭和38年）7月10日に公布された。

## 対象地域
- 福井県、三重県、滋賀県、京都府、大阪府、兵庫県、奈良県、和歌山県
  - 福井県、三重県、滋賀県は中部圏開発整備法の対象範囲とも重複している。

## 構成
- 第一章：総則（第一条・第二条）
- 第二章：削除（第三条 - 第五条）
- 第三章：国土審議会の調査審議等（第六条・第七条）
- 第四章：近畿圏整備計画（第八条 - 第十条）
- 第五章：近畿圏整備計画の実施（第十一条 - 第二十一条）
- 附則